# Harrier (razza canina)
L'harrier è una razza canina di origini inglesi riconosciuta dalla FCI, sviluppata per la caccia alla lepre.

## Origini
L'harrier è una razza molto antica (i primi documenti riguardanti esso risalgono al 1260), che trova le sue origini nell'Inghilterra meridionale, dove venne allevato per la caccia alla lepre (hare, in inglese), attività da cui prende il nome (Harrier significa letteralmente da lepre). Deriva con tutta probabilità da antichi segugi britannici come il Talbot, e fu probabilmente rinforzato nell'aspetto e nel carattere di cacciatore attraverso l'incrocio con cani che hanno poi dato origine al Gascon saintongeois e all'English Foxhound. Tuttavia le fonti non sono certe del tutto, e ancora oggi vi sono dubbi e dibattiti al riguardo.
Quanto ad abilità fisiche, l'harrier è, tra i cani da caccia inglesi, il più portato e dotato per la caccia alla lepre: essendo più piccolo e leggero del foxhound, è rispetto a questo più resistente e veloce, e allo stesso tempo, grazie alle zampe più lunghe, è più agile del beagle; perciò può tallonare più da vicino e più a lungo la rapida e sfiancante preda. Queste sue caratteristiche lo rendono anche un buon cane per la caccia alla volpe, mansione per cui è utilizzato ancora oggi.

## Aspetto generale

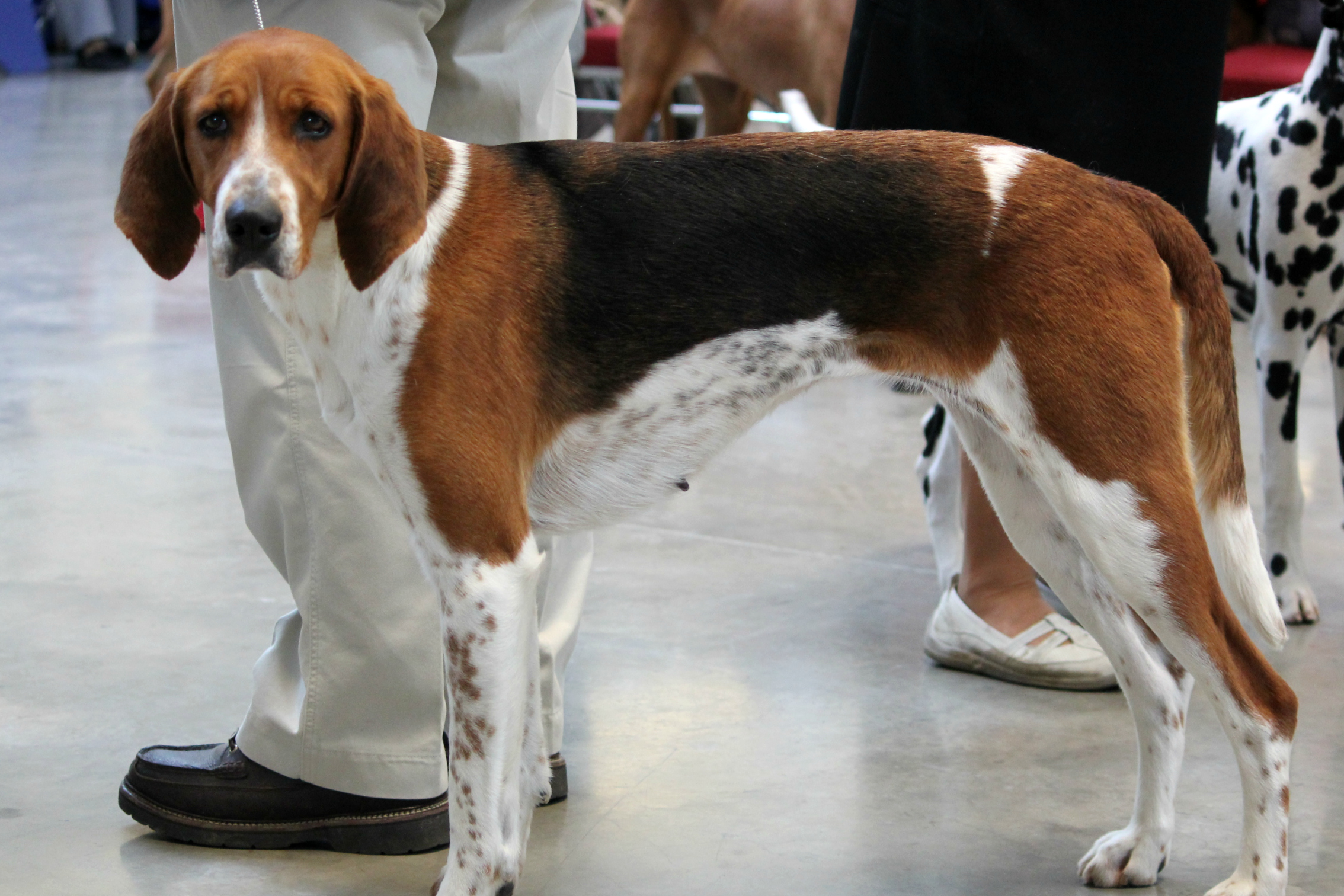
Un harrier ad un'esposizione canina.

### Aspetto generale
L'harrier è un cane di tipologia braccoide con un fisico armonioso e ben equilibrato; un segugio forte e leggero dall'andatura elastica.

### Caratteristiche fisiche
La testa è mediamente larga, abbastanza allungata, con il cranio piatto e lo stop lievemente marcato. Il muso è abbastanza lungo e piuttosto affusolato; le labbra superiori ricoprono appena la mandibola. La dentatura è completa, robusta e ben sviluppata, con chiusura a forbice. Gli occhi di media grandezza sono leggermente ovali e sempre scuri, mentre le orecchie con attaccatura alta sono a forma di V, quasi piatte e piuttosto corte. Il corpo è possente con il collo lungo e sciolto, il torace più sviluppato in altezza che in larghezza e le costole poco arrotondate; il dorso è dritto e muscoloso, con i fianchi né troppo pieni né troppo sollevati. Gli arti sono muscolosi, con i piedi non troppo serrati e non troppo rotondi. La coda è di media lunghezza, leggermente spiegata e ben portata. Il pelo è piatto e non troppo corto (liscio inglese); il fondo è bianco su cui si sviluppano l'arancio e il nero in tutte le loro sfumature. Negli esemplari francesi più che negli altri, forse a causa dell'apporto genetico del Beagle-harrier, è presente una tipica gualdrappa nera che ricopre la parte superiore del dorso.
Come dimensioni, si colloca tra il foxhound inglese e il beagle: l'altezza per il maschio è di 53-55 cm e il peso arriva ai 30 kg; le femmine, più piccole, raggiungono un'altezza di 48 cm e un peso di 25 kg al massimo.

## Carattere

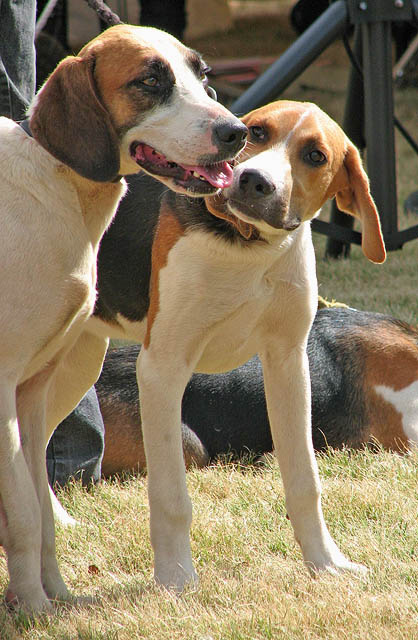
Harrier ad un'esposizione di cani da caccia.

L'harrier è un cane resistente, vivace e rapido. Si affeziona molto al proprietario e alla sua famiglia ed è molto intelligente, ma altrettanto ostinato e testardo, quindi è essenziale educarlo sin da cucciolo in modo costante con fermezza e coerenza.
L'harrier nasce come cane da muta, per cui possiede un senso del branco molto sviluppato: non è un cane molto territoriale e tollera bene sia la presenza di estranei umani (motivo per cui non è un buon cane da guardia), che quella di altri cani e di altri animali; tuttavia con questi ultimi è importante prestare attenzioni all'interazione tra il cane e il piccolo animale in questione (gatto, furetto ecc.), poiché gli harrier sono dotati di un istinto di caccia molto sviluppato.
Detesta l'inattività e la solitudine prolungate, in entrambe le situazioni può mostrare nervosismo che scarica con la distruttività sugli oggetti di casa; adora invece impegnarsi in lunghe e faticose sessioni di esercizio fisico all'aperto. Cane infaticabile e dinamico, nonché duttile ed eclettico, sopporta bene sia ambienti caldi che freddi, e nell'attività fisica, dà al padrone grandi soddisfazioni.
In generale comunque, un harrier non è adatto a chi ha scarsa esperienza cinofila.

## Salute

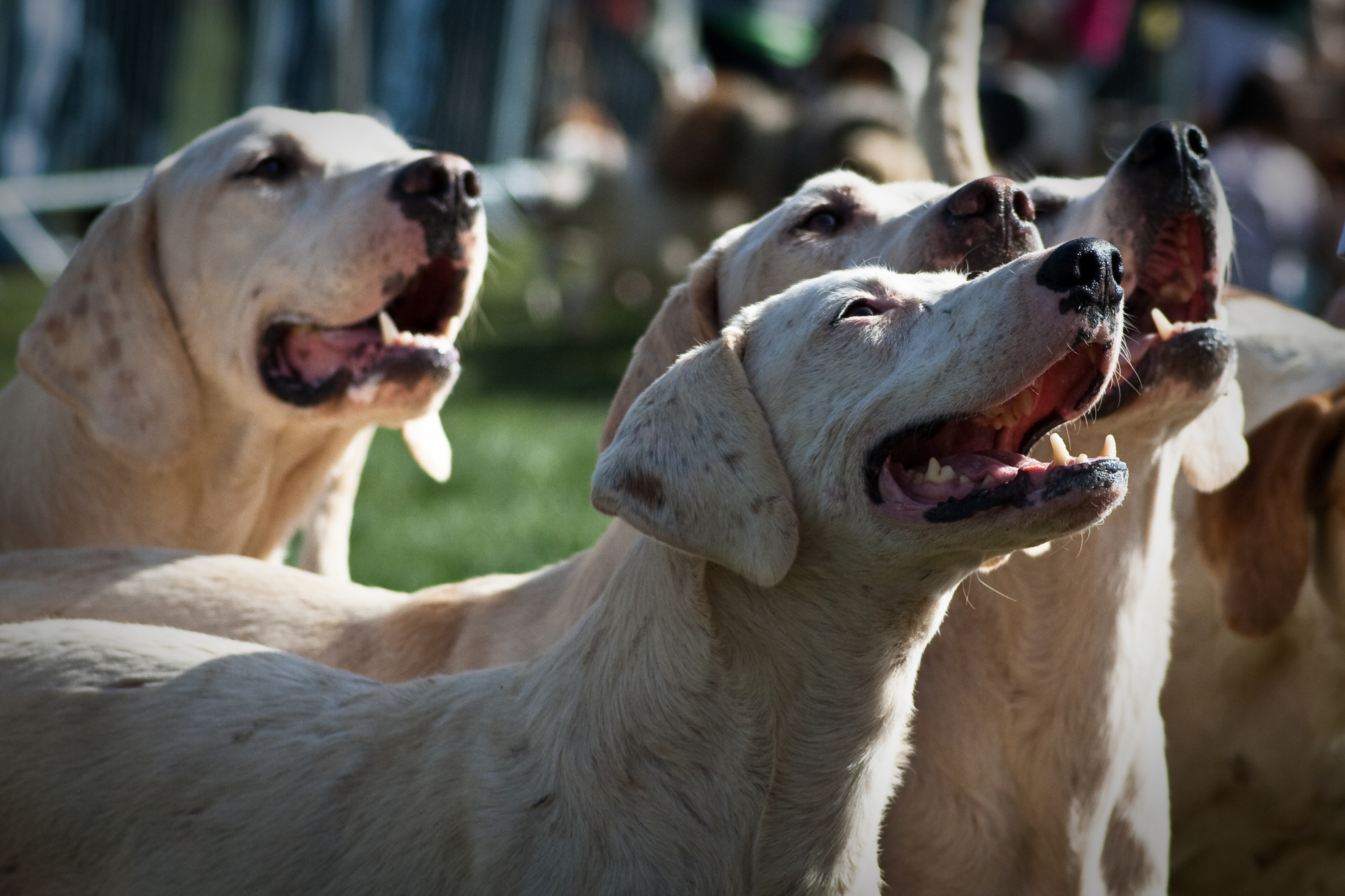
Una muta di harrier.

L'harrier è un cane robusto e rustico, che può facilmente arrivare ai 12-14 anni di vita, senza essere afflitto da particolari malattie specifiche della razza. Bisogna però prestare attenzione alle orecchie, che rappresentano un nido ideale per i parassiti, e ad eventuali displasia dell'anca e del gomito.